# Laurent Madouas
Laurent Madouas (Rennes, 8 febbraio 1967) è un ex ciclista su strada francese.
Professionista dal 1988 al 2001, vinse una tappa al Critérium du Dauphiné Libéré 1999.

## Carriera
Ha conseguito numerosi piazzamenti nelle prove, sia in linea che a tappe, del panorama ciclistico francese. In più occasioni ha sfiorato il successo di tappa al Tour de France ed al Giro d'Italia, corse nelle quali ha ottenuto anche discrete classifiche generali, senza però riuscire a raggiungere l'affermazione.
Venne selezionato in due occasioni dalla nazionale francese per partecipare ai Campionati del mondo di ciclismo su strada, nell'edizione svoltasi ad Agrigento, quando ad imporsi fu il connazionale Luc Leblanc, che concluse in undicesima posizione, e nel duro circuito colombiano di Duitama, che non portò a termine.
Raccolse la vittoria più importante della carriera nel 1999 al Critérium du Dauphiné Libére quando si impose, in una volata a due, al termine di una fuga a cui venne dato ampio spazio su Lylian Lebreton.
Anche suo figlio Valentin Madouas è diventato ciclista professionista.

## Palmarès
- 1988 (Dilettanti, sei vittorie)

Tour of the Cotswolds
1ª tappa Circuit des Plages Vendéennes
2ª tappa Circuit des Plages Vendéennes
4ª tappa Circuit des Plages Vendéennes
Classifica generale Circuit des Plages Vendéennes
4ª tappa Essor Breton
- 1993 (Castorama, una vittoria)

1ª tappa Circuit de la Sarthe (Sillé-le-Guillaume > Sillé-le-Guillaume)
- 1994 (Castorama, una vittoria)

Grand Prix Cholet - Pays de Loire
- 1996 (Motorola, una vittoria)

4ª tappa Postgirot Open (Huskvarna > Huskvarna)
- 1999 (Festina, una vittoria)

5ª tappa Critérium du Dauphiné Libére (Digne > Grenoble)

### Altri successi
- 1993 (Castorama, una vittoria)

Criterium di Vouneuil-sous-Biard
- 1995 (Castorama, una vittoria)

Criterium di Callac
- 1996 (Motorola, una vittoria)

Ronde des Korrigans - Camors (Criterium)
- 1999 (Festina, due vittorie)

Ronde des Korrigans - Camors (Criterium)
Circuito di Garlasco
- 2001 (Festina, una vittoria)

Criterium di Lèves

## Piazzamenti

### Grandi Giri
- Tour de France

1993: 22º
1994: ritirato (alla 14ª tappa)
1995: 12º
1996: 23º
1997: 25º
1998: 22º
1999: 44º
2000: 35º
- Giro d'Italia

1993: 34º
1994: 27º
1995: 12º
- Vuelta a España

1998: fuori tempo massimo (alla 11ª tappa)

### Classiche monumento
- Milano-Sanremo

1991: 53º
1992: 85º
1997: 112º
- Liegi-Bastogne-Liegi

1992: 51º
1993: 35º
1994: 39º
1996: 4º
1997: 9º
- Giro di Lombardia

1990: 64º
1991: 11º

### Competizioni mondiali
- Campionati del mondo

Agrigento 1994 - In linea: 13º
Duitama 1995 - In linea: ritirato'